# هرمنگیلدو امبونگا
هرمنگیلدو امبونگا (انگلیسی: Hermenegildo Mbunga؛ زادهٔ ۴ سپتامبر ۱۹۸۵) بازیکن بسکتبال اهل آنگولا است.
وی در مسابقات کشوری و بین‌المللی در مجموع برندهٔ ۱ مدال طلا، ۳ مدال نقره شده‌است.